# Kate Adie
Kathryn "Kate" Adie (19 de septiembre de 1945), es una periodista británica. Su papel más prominente fue el de corresponsal en jefe de la BBC, tiempo durante el cual llegó a ser bien conocida por informar desde zonas de guerra en todo el mundo. En la actualidad presenta De nuestra corresponsal en la BBC Radio 4.

## Vida
Adie nació en Northumberland. Fue adoptada por una pareja que vivía en Sunderland, John, farmacéutico de profesión y su esposa Maud Adie. Entre las pasiones que tiene Katie, está el fútbol y es fanática del equipo de su ciudad, el Sunderland Association Football Club. Kate comenzó sus estudios en la Sunderland Chuch High School, para después unirse a la University of Newcastle upon Tyne, donde obtuvo una Licenciatura en Estudios Escandinavos y protagonizó varias producciones de Gilbert y Sullivan.  
Comenzó su carrera con la BBC como asistente de la estación de la Radio BBC de Durham, para después ser productora de Radio Bristol. Más adelante cambiaría la radio por la televisión, dirigiendo las emisiones externas del mismo medio. Su crecimiento en el ámbito profesional continuó para 1976, ya que se convirtió en reportera de televisión regional en Plymouth y Southampton al formar parte del equipo de noticias nacionales.
Su gran oportunidad fue durante la Operación Nimrod en 1980. Como reportera de guardia de esa noche, Adie fue la primera en documentar como el Servicio Aéreo Especial irrumpió en la embajada. La BBC cortó la cobertura del Campeonato Mundial de Snooker y Adie, mientras estaba agachada detrás de la puerta de un coche, transmitió en vivo para la cadena televisiva.
Tras este hecho, fue enviada a informar sobre desastres y conflictos a lo largo de la década de 1980, incluyendo el bombardeo estadounidense de Trípoli en 1986 (su denuncia de este hecho, fue criticada por el presidente del Partido Conservador Norman Tebbit) y el atentado del vuelo 103 de Pan Am en 1988. Para 1989, tomó la jefatura de las noticias internacionales, en este cargo estuvo durante 14 años. Una de sus primeras tareas fue informar las protestas de la Plaza de Tiananmen de 1989 donde ella sostuvo una leve herida de bala en el codo. También cubrió la Guerra del Golfo, la Guerra en la antigua República Federativa Socialista de Yugoslavia, en 1994 el Genocidio ruandés y la guerra en Sierra Leona en el año 2000. En el año 2003, Adie se retiró de los informes de primera línea. Actualmente trabaja como una periodista freelance (entre otros trabajos da informes regulares sobre Radio New Zealand), también como oradora pública y presentadora de "From Our Own Correspondent" en Radio 4 de BBC. Condujo dos series de cinco temporadas, una producción de Leopard Films para BBC1 en 2005 y 2006. La serie retrata las experiencias de la vida de los adultos afectados por adopción y lo que debe ser comenzar su vida como un niño abandonado.
Su enfoque cerca-de-la-acción causó que le disparará un "libio irritado". El disparo le rosó la clavícula, pero ella no sufrió daño permanente. De hecho, fue este enfoque  lo que provocó el refrán irónico que "una buena decisión es tomar un avión en un aeropuerto donde Kate Adie va a bajar".
Mientras ella estaba en Yugoslavia, su pierna fue herida en Bosnia, ahí fue donde también conoció Radovan Karadžić.
Adie es también autora de un best-seller, ya que al publicar su autobiografía, generó mucha expectación en la gente que quería conocer sus historias en la guerra. Su primer libro llamado, “La bondad de los extraños”, en el año 2002. Un segundo libro, “Corsés a camuflaje: las mujeres y la guerra”, se publicó en 2003. En 2005, Adie publicó su tercer texto titulado “Niño de nadie”, que cubre la historia de los niños recién nacidos y las cuestiones de identidad. Un cuarto escrito, “Dentro del peligro: Personas que riesgo sus vidas para el trabajo”, se publicó en septiembre de 2008. En septiembre de 2013 Adie publicó “Luchando en el frente doméstico: El legado de las mujeres en la Primera Guerra Mundial”.
Adie fue galardonada con un OBE en 1993 y ganó el British Academy Television Awards Premio de la BAFTA en 1990. Tiene títulos honoríficos de muchas universidades, incluyendo York St John University y un honorario de la Universidad de Bath (1987). Es una profesora honoraria del periodismo en la Universidad de Sunderland, y tiene tres becas honorarias. En 2013 Adie también recibió un doctorado honorario en Letras de la Universidad de Pylmouth.

## Obra
- The Kindness of Strangers, autobiografía publicada por Headline, ISBN 0-7553-1073-X
- Corsets to Camouflage: Women and War, publicada por Coronet, ISBN 0-340-82060-8
- Nobody's Child, publicada por Hodder & Stoughton Ltd, ISBN 0-340-83800-0
- Into Danger, publicada por Hodder & Stoughton Ltd,(1 ed.), Sept. 2008, ISBN 0-340-93321-6